# Acamalota
Acamalota är en ort i Mexiko.   Den ligger i kommunen Tlatlauquitepec och delstaten Puebla, i den sydöstra delen av landet, 180 km öster om huvudstaden Mexico City. Acamalota ligger 2 227 meter över havet och antalet invånare är 175.
Terrängen runt Acamalota är kuperad åt sydväst, men åt nordost är den bergig. Acamalota ligger uppe på en höjd. Runt Acamalota är det ganska tätbefolkat, med 199 invånare per kvadratkilometer. Närmaste större samhälle är Teziutlan, 18,7 km öster om Acamalota. I omgivningarna runt Acamalota växer huvudsakligen savannskog.